# (723) Hammonia
(723) Hammonia ist ein Asteroid des Hauptgürtels, der am 21. Oktober 1911 vom österreichischen Astronomen Johann Palisa in Wien entdeckt wurde. 
Der Name des Asteroiden ist abgeleitet von der lateinischen Bezeichnung Hammonia für die Stadt Hamburg, deren Ursprung auf die Hammaburg zurückgeht.